# Klostersee (Altfriedland)
Der Klostersee ist ein 55 Hektar umfassender See in dem brandenburgischen Ort Altfriedland im Landkreis Märkisch-Oderland. Den Namen trägt er nach dem ehemaligen Zisterzienserinnen-Kloster Friedland, das am Ostufer lag und zu dessen Besitz er im Mittelalter gehörte.
Der mesotrophe See liegt am Südrand des Oderbruchs am Nordostausgang der glazialen Buckower Rinne, die die Hochflächen Barnim und Lebuser Land trennt. In dieser Rinne bildet er das nördlichste Glied einer vierteiligen Seenkette und entwässert die gesamte Kette über seinen Abfluss Barschegraben in den Friedländer Strom, einen Teil der Alten Oder. 1751, unmittelbar vor der Melioration des Oderbruchs, soll der See mit 106 Hektar noch die doppelte Fläche gehabt haben. 2009 charakterisierte der Steckbrief nach der EG-Wasserrahmenrichtlinie (EG-WRRL) den maximal dreizehn Meter tiefen Klostersee als kalkreichen, ungeschichteten See mit relativ großem Einzugsgebiet und stufte seinen ökologischen und chemischen Gesamtzustand als mäßig (Stufe drei von fünf) ein. Das Dorf Altfriedland (Fredeland = befriedetes Land) am Ostufer des Gewässers wurde wie das Kloster 1271 erstmals urkundlich erwähnt. Am südlichen Ende des Ostufers befindet sich ein Freibad.

## Lage, Geomorphologie und Hydrographie
Der Klostersee liegt nordöstlich von Buckow in der nordöstlichen Ecke des Naturparks Märkische Schweiz. Am Südufer führt die Bundesstraße 167 vorbei, die Bad Freienwalde über Neuhardenberg mit Lebus verbindet.

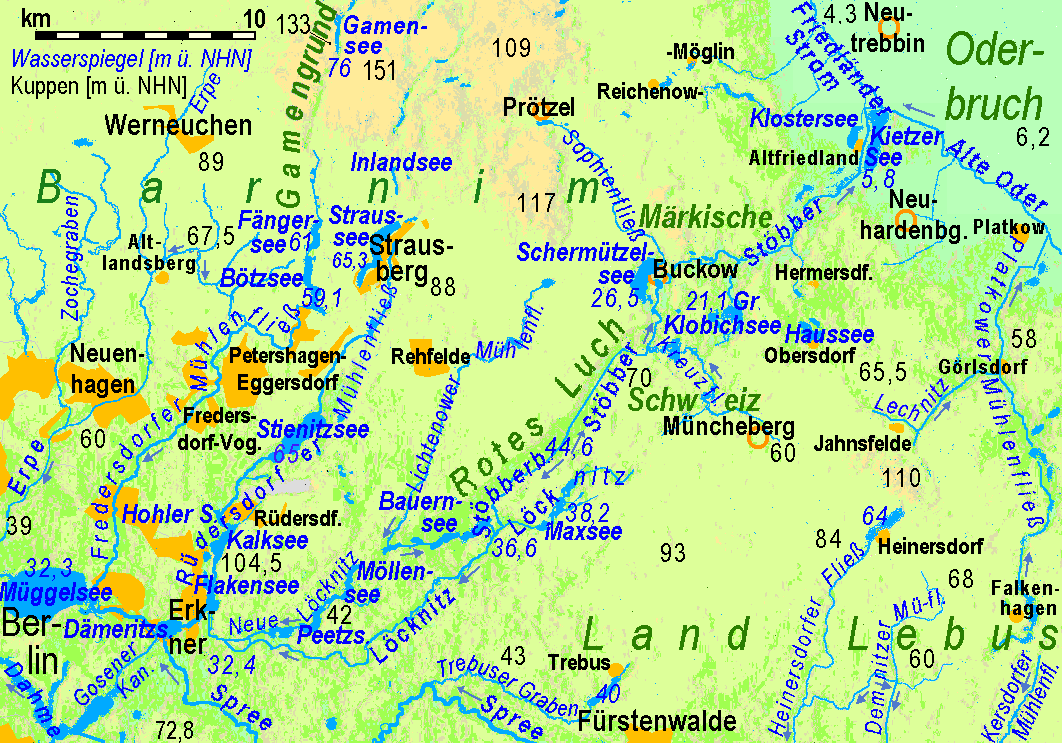
Löcknitz-Stöbber-Rinne. Der Klostersee befindet sich unmittelbar westlich des eingezeichneten Kietzer Sees.

Das Gewässer befindet sich am Nordostausgang der Buckower Rinne (auch: Löcknitz-Stöbber-Rinne), einer glazialen Schmelzwasserrinne, die sich in den letzten beiden Phasen der Weichsel-Eiszeit zwischen dem von Toteis gefüllten Oderbruch und dem Berliner Urstromtal (heutiges Spreetal) herausgebildet hat und die Barnimplatte von der Lebuser Platte trennt. Diese rund 30 Kilometer lange und zwei bis sechs Kilometer breite Rinne entwässert vom Niedermoor- und Quellgebiet Rotes Luch über den Stöbber nach Nordosten zur Oder und über Stöbberbach/Löcknitz nach Südwesten zur Spree.
Am Rande des Oderbruchs hat sich zwischen dem Klostersee und dem östlich benachbarten Kietzer See eine schmale Landzunge herausgebildet, auf der der Stobber die beiden Seen passiert und auf der sich zwischen den Seeufern Altfriedland (ursprünglich Friedland) erstreckt. Westlich parallel zum Stobber verläuft eine kleinere Seenkette, die sich vom Dolgensee über den Kesselsee und Lettinsee nach Nordosten bis zum Klostersee zieht. Das Gefälle vom 9,8 Meter über Normalnull liegenden Dolgensee zum Klostersee beträgt 4,5 Meter. Die Seen werden südlich des Dolgensees von einem Graben aus einem Feuchtbiotop in der Ringenwalder Heide gespeist. Der seenverbindende Graben trägt spätestens nach dem Kesselsee den Namen Barschegraben (ab Klostersee gelegentlich auch als Klostergraben bezeichnet) und entwässert die gesamte Kette vom Klostersee in den Friedländer Strom, der rund zwei Kilometer südöstlich aus der Vereinigung von Stobber und Quappendorfer Kanal hervorgegangen ist.

## Hydrologie
Der 2008 als mesotroph eingestufte Klostersee wird vom Landesamt für Umwelt, Gesundheit und Verbraucherschutz (LUGV) im Rahmen eines Langzeitumweltprogramms überwacht. Im länglich-ovalen Seebecken bildet sich im Sommer eine stabile Temperaturschichtung aus. Wegen seines kleinen, überwiegend bewaldeten Einzugsgebiets und seiner stabilen sommerlichen Temperaturschichtung hat er gute Voraussetzungen für einen nährstoffarmen Klarwasserzustand. Mit Sichttiefen, die im Sommer im Mittel bei 1,8 m liegen, spätsommerlicher Blaualgendominanz und einem unausgeglichenen Sauerstoffhaushalt zeigt er jedoch deutliche Anzeichen von Überdüngung. Badenden bietet der Klostersee eine gute Wasserqualität. […] Die mikrobiologischen Leit- und Grenzwerte der wasserhygienischen Untersuchungen wurden stets eingehalten.

### Steckbrief der EG-Wasserrahmenrichtlinie
Nach einer Bestandsaufnahme im Jahr 2004 gibt der Steckbrief nach der EG-Wasserrahmenrichtlinie (EG-WRRL) für den Klostersee (Wasserkörper-Nr. 8000169623143) eine Fläche von 55 und ein Einzugsgebiet von 789 Hektar an. Das Seevolumen beträgt 2.852.898 m³. Die maximale Tiefe liegt bei 13 Metern, die größte Länge des von Süd nach Nord gestreckten Gewässers bei 1384 und die größte Breite bei 537 Metern. Der LAWA-Trophieindex, der vier Trophie-Parameter (TP während der Frühjahrsvollzirkulation sowie die Vegetationsmittel von Chlorophyll a, Sichttiefe und TP) in unterschiedlicher Gewichtung in einer Zahl zusammenfasst, fehlt im Steckbrief. Die Phosphorkonzentration wird auf einer fünfstufigen Skala mit drei (= Umweltziel der WRRL wird knapp verfehlt, […] mäßiger Zustand) angegeben, die Qualitätskomponente Phytoplankton liegt nicht vor. Die zusammengefasste Qualitätskomponente Makrophyten/Diatomeen erhielt gleichfalls eine drei, die allerdings allein auf der Teilkomponente Makrophyten beruht, während die Angabe für die in der Gesamtbewertung höher gewichteten Diatomeen fehlt. Der chemische Zustand wird mit zwei (= Umweltziel 'guter Zustand' der WRRL wird erreicht), der ökologische Zustand mit drei bewertet, woraus 2004 eine Gesamtbewertung von drei resultiert. Das Gewässer wird als kalkreicher, ungeschichteter See mit relativ großem Einzugsgebiet (Typ 10) charakterisiert. 2011 stufte das LUGV den ökologischen Zustand eine Klasse höher mit zwei ein.

### Wasserqualität nach der EG-Badegewässerrichtlinie
Die Badewasserqualität stufte das Landesamt für Umwelt, Gesundheit und Verbraucherschutz (LUGV) nach einer Untersuchung vom 2. Mai 2012 mit der Höchstbewertung als hervorragend ein. Dabei ergaben die beiden Indikatoren für eine fäkale Verschmutzung eines Badegewässers nach der Badegewässerrichtlinie der EG für Escherichia coli (Grenzwert 1800/100 ml) Messwerte von 15 pro 100ml und für Intestinale Enterokokken (Grenzwert 700/100 ml) gleichfalls von 15 pro 100ml. Die Sichttiefe betrug zu diesem Zeitpunkt 4,8 Meter und die Wassertemperatur 17,0 °C. Am 30. Mai 2012 lag die Zahl für E. coli bei 30/100 ml, die Zahl der Enterokokken war unverändert. Die Sichttiefe hatte auf 3,1 Meter ab- und die Wassertemperatur auf 20,2 °C zugenommen. Im Mittel des Jahres 2009 lag die Sichttiefe bei 3 Metern, der pH-Wert bei 7,54 und die Wassertemperatur (30 cm unter der Wasseroberfläche) bei 21,4 °C.

## Einzugsgebiet, Flora und Fauna

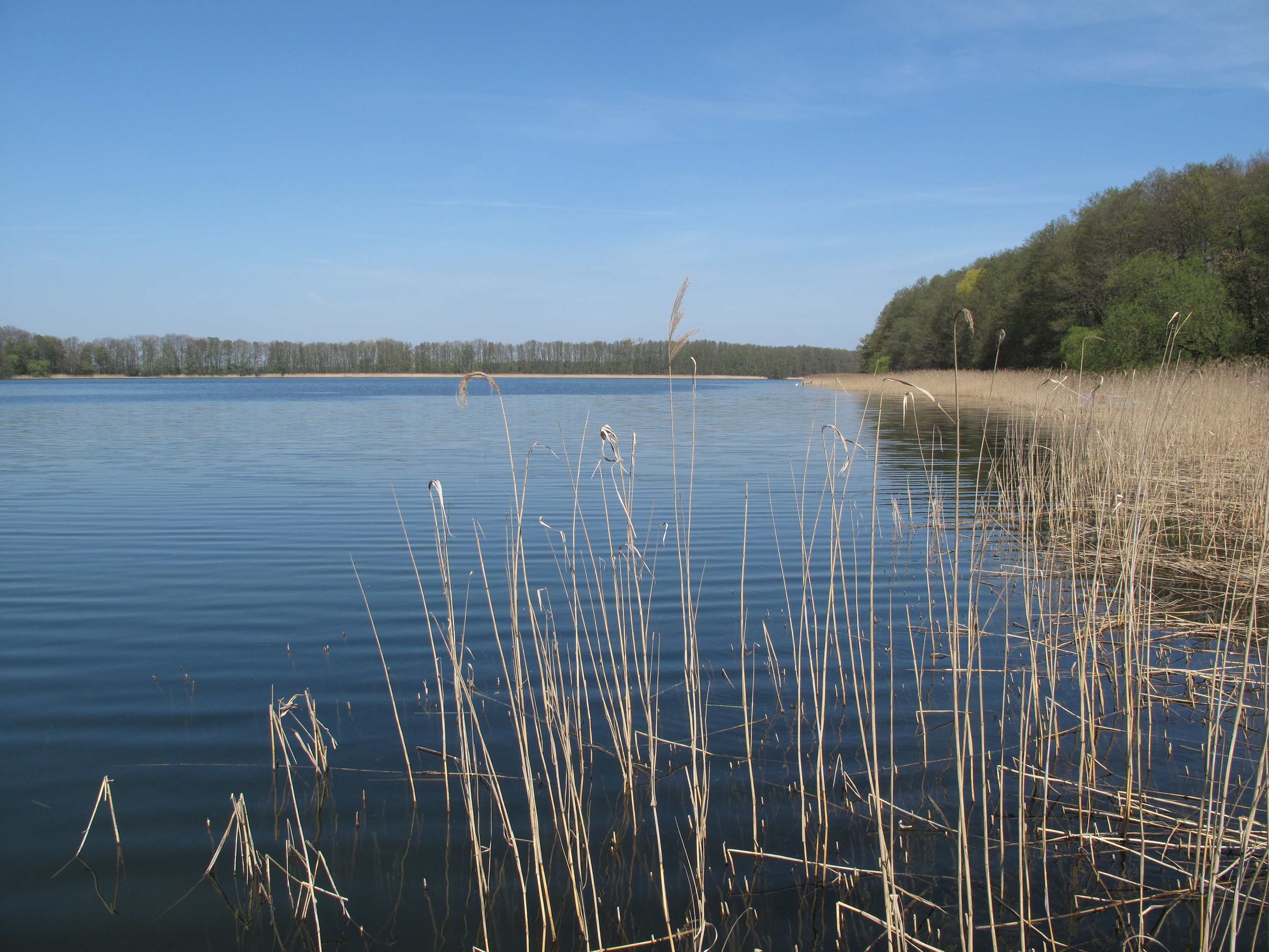
Röhrichtgürtel des Ostufers, Blick nach Nordwest

Das 789 Hektar umfassende Einzugsgebiet wird zu 72 % als Wald genutzt, 26 % sind durch Ackerflächen geprägt. Die Ufer des Klostersees besitzen einen gut ausgeprägten Röhrichtgürtel mit Gehölzsaum, der den See im Westen vom Ackerland und im Osten von den Siedlungsflächen Altfriedlands trennt. Das Teichgebiet um Altfriedland ist als Europäisches Vogelschutzgebiet (SPA) ausgewiesen. Seltene Vogelarten wie Eisvogel, See- und Fischadler oder Schwarzstorch sind hier zu Hause. In der entsprechenden Jahreszeit bilden die Seen Rastplätze für bis zu 30.000 durchziehende Waldsaat- und Blässgänse aus Nordeuropa. Die Seen sind zudem Lebensraum für den nach der Roten Liste in Brandenburg vom Aussterben bedrohten Fischotter.
Der Klostersee ist ein Angelgewässer. Im See kommen die laut Roter Liste Brandenburg im Bestand zurückgehenden Zander und Aale vor. Vereinzelt leben zudem Hechte im Gewässer. Hauptfischarten sind Karpfen, Marmorkarpfen, Brassen, Güstern, Barsche, Rotauge, Rotfeder und Schleie.
Der See befindet sich im Besitz der NABU-Stiftung Nationales Naturerbe des Naturschutzbundes Deutschland. Die Stiftung kauft zugunsten des Naturschutzes Land für die Natur, um zu verhindern, dass es in Privatbesitz kommt.

## Geschichte
Bereits zur Slawischen Zeit bestand in Altfriedland eine Fischersiedlung. Der slawische Name für den Klostersee ist nicht bekannt, während sich im Dolgensee (= Langer See) und Lettinsee (Etymologie unklar, möglicherweise = sonniger See) die slawischen Namen erhalten haben. Auch der Name Kietzer See und die Altfriedländer Straße Kietz verweisen auf eine slawische Siedlung, da der Begriff Kietz im ursprünglichen Wortsinn eine slawische Dienstsiedlung in der Germania Slavica bezeichnet, die in der Regel in der Nähe einer Burg (mit deutscher Herrschaft) lag und zumeist als Fischersiedlung angelegt war.

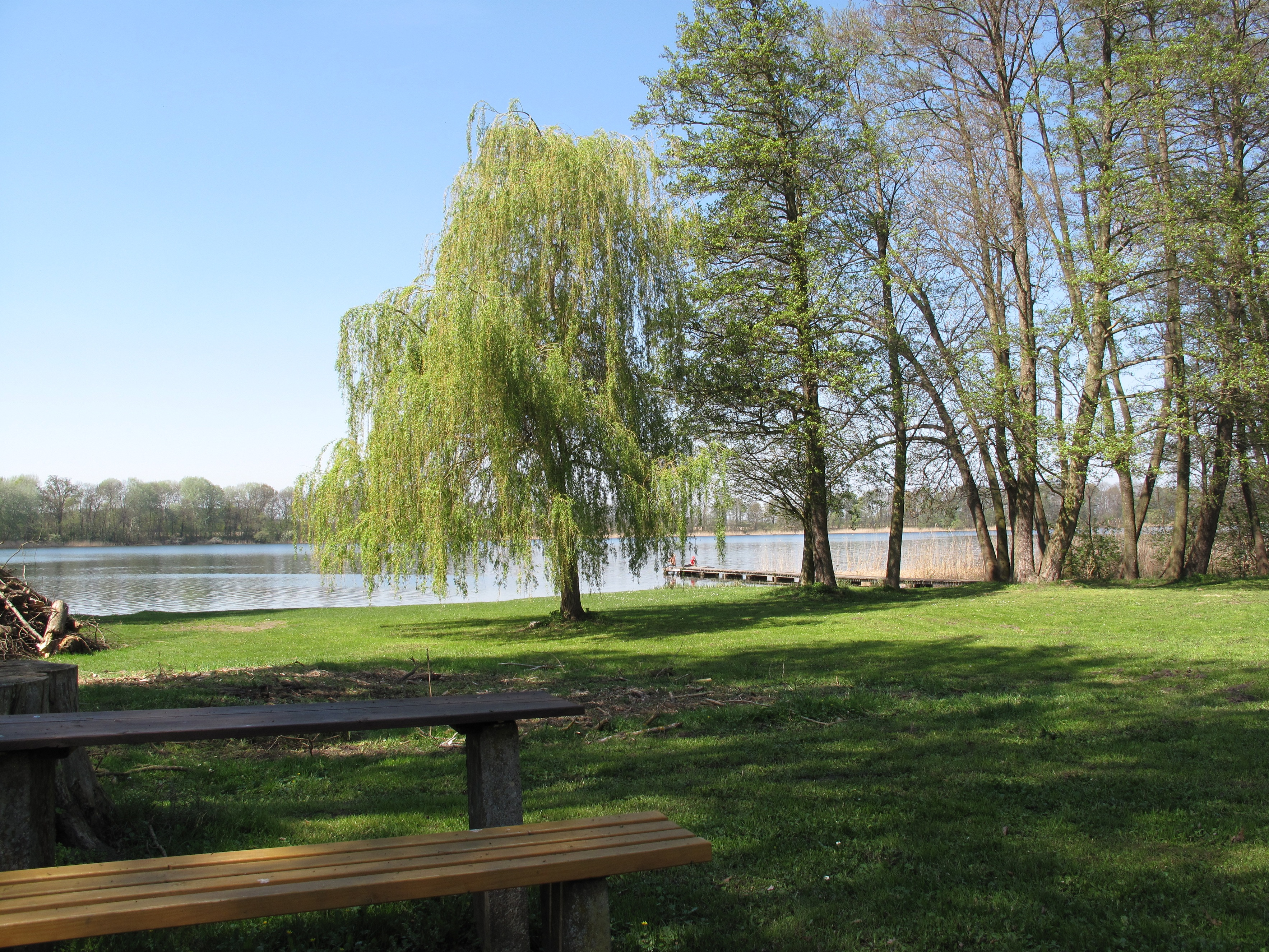
Ehemaliges Klostergarten- und Gutsparkgelände (heute Badestelle) am Ostufer

Das für den See namengebende Frauenkloster Friedland entstand frühestens 1230 und spätestens 1271 über dem Ostufer im Zuge der Deutschen Ostsiedlung. Die Ecclesia sanctae Mariae semper virginis in Vredeland hatte für die askanischen Landesherren eine landsichernde beziehungsweise siedlungsabschließende Funktion. Das Nonnenkloster diente als Hauskloster des Barnim-Adels; vor allem die unverheirateten Töchter des märkischen Landadels fanden hier Aufnahme. Mit umfangreichem Landbesitz, darunter zehn Dörfer, zwanzig Einzelgüter und neben dem Klostersee sieben weitere Seen, zählte die Abtei zu den wohlhabenden Klöstern der Mark. Neben der Ruine des Refektoriums und den Resten eines Kreuzgangs ist das Langhaus der Klosterkirche der einzige erhaltene Klosterbau. Die Kirche und die Gebäudereste gelten neben Chorin architekturhistorisch als bedeutsamste mittelalterliche Klosterbauten der Region und stehen seit 1978 unter Denkmalschutz.
Nach der Reformation säkularisierte Kurfürst Joachim II. 1540 das Kloster und zog seine Güter ein. 1546 verpfändete er das nunmehrige Domänengut an Balthasar von Beerfelde aus dem Adelsgeschlecht Beerfelde und 1564 verkaufte er es an den Feldmarschall Joachim von Roebel, der das Kloster zum repräsentativen märkischen Gutshof ausbaute. Auch diese Anlagen und das Gutshaus sind heute weitgehend verfallen. Der Klostergarten beziehungsweise der spätere Gutspark erstreckte sich bis zum Ostufer des Sees, das ursprünglich dichter bei den Gebäuden gelegen haben muss. Die Klosterruinen liegen heute knapp einhundert Meter oberhalb des Ostufers. Der See nahm im Mittelalter mindestens knapp die doppelte Fläche ein. Wird sie heute (Stand 2012) mit 55 Hektar angegeben, soll der Klostersee noch 1751 – unmittelbar vor der Melioration des Oderbruchs – 106 Hektar umfasst haben. Der Klostersee und insbesondere der benachbarte Kietzer See dienten den Nonnen und den späteren Eigentümern als ertragreiches Fischereigewässer. Neben Bliesdorf und Ranft vermerkte eine Wriezener Zollakte 1603 Friedland als bedeutendsten Lieferanten für den Wriezener Fischmarkt. 100 Wagen mit Hechten, Aalen, Krebsen und anderen Fischen seien hier jährlich eingetroffen. Ein alljährliches Fischerfest auf der Festwiese am Klostersee erinnert an die lange Tradition der Fischerei.